# 梁家輝影視作品列表
梁家輝影視作品列表，列舉介紹香港演員梁家輝參與演出以及投資的香港主持人及影視圈等。

## 演出作品
以香港當地原始片名為主：

### 電影

#### 1980年代
| 年 份 | 片 名                      | 角 色    | 合 作                                                  |
| 1983  | 火燒圓明園                 | 咸豐帝   | 劉曉慶                                                 |
| 1983  | 垂簾聽政                   | 咸豐帝   | 劉曉慶                                                 |
| 1984  | 鬼線人                     | 鄧Sir    | 彭健新、倪淑君、曹查理、陸劍明                         |
| 1984  | 雪兒                       | 阿化     | 鍾楚红、陳國新、楚原、黎小田、葉夏利                   |
| 1985  | 水兒武士                   | 二太子   | 傅欣瑜、惠英紅、莫少聰、余安安                         |
| 1986  | 火龍                       | 溥儀     | 潘虹                                                   |
| 1987  | 城市麗人                   |          | 楊寶玲 、錢小豪                                        |
| 1987  | 人民英雄 (又名：銀行風雲） | 陳警官   | 狄龍、梁朝偉、金燕玲、秦沛                             |
| 1987  | 監獄風雲                   | 盧家耀   | 周潤發、張耀揚                                         |
| 1987  | 奪命佳人                   | 陳建生   | 林青霞、郭追                                           |
| 1988  | 天羅地網                   | 丁君壁   | 鄭少秋、李子雄、吳家麗、鄭浩南、胡大為、李美鳳、徐錦江 |
| 1988  | 春秋茶室                   | 茶室保鑣 | 張艾嘉                                                 |
| 1989  | 合家歡                     | 客串     |                                                        |
| 1989  | 三狼奇案                   | 李懷     | 鄭則仕、徐錦江、商天娥、吳家麗                         |
| 1989  | 英雄本色3之夕陽之歌        | 張志民   | 周潤發、梅艷芳                                         |
| 1989  | 火爆行動                   |          |                                                        |

#### 1990年代
| 年 份 | 片 名                                  | 角 色        | 合 作                                                                          |
| 1990  | 表姐，你好嘢！ (又名：表姐你好）       | 伍衛國       | 鄭裕玲、張堅庭、林蛟、方剛                                                     |
| 1990  | 古惑大律師 (又名：搞怪大律師）         | 陳子輝       | 劉嘉玲、張堅庭、吳家麗、鄭裕玲、方剛                                           |
| 1990  | 愛在別鄉的季節 (又名：愛在他鄉的季節） | 趙南生       | 張曼玉                                                                         |
| 1990  | 皇家女將                               | 黃宗保       | 高麗虹、劉嘉玲、鄧碧雲、吳君如、元華                                           |
| 1991  | 財叔之橫掃千軍                         | 板垣正       | 石天、張學友、高麗虹                                                           |
| 1991  | 鬼幹部 (又名：魔中仙）                 |              | 王祖賢、林正英                                                                 |
| 1991  | 豪門夜宴                               | 阿輝         | 曾志偉、鄭裕玲、吳耀漢、關之琳、梁朝偉、洪金寶、張學友                         |
| 1991  | 何日君再來                             | 梁森         | 梅艷芳                                                                         |
| 1991  | 我老婆唔係人 (又名：我老婆不是人）     | Tony         | 關之琳、陳雅倫、黎彼得、周文健                                                 |
| 1991  | 火燒島                                 | 黃偉         | 洪金寶、成龍、劉德華、葉全真、秦漢、柯俊雄                                     |
| 1991  | 婚姻勿語                               | 宋兆仁       | 葉童、關之琳                                                                   |
| 1991  | 藍色霹靂火                             | 程曦         | 李修賢、黃坤玄、劉兆銘、鄭文雅                                                 |
| 1991  | 大鬧廣昌隆                             | （客串）     | 吳大維、鄭丹瑞                                                                 |
| 1991  | 契媽唔易做 (又名：表姐當家）           |              | 鄭裕玲、吳孟達、鄭柏林、李賽鳳                                                 |
| 1991  | 棋王                                   | 王一生       | 岑建勳                                                                         |
| 1992  | 黃飛鴻笑傳                             | 石堅         | 譚詠麟、曾志偉、吳孟達、任達華                                                 |
| 1992  | 霧都情仇                               | 洪達         | 吳家麗、李子雄                                                                 |
| 1992  | 新龍門客棧                             | 周淮安       | 張曼玉、林青霞、甄子丹、劉洵、吳啟華、熊欣欣                                   |
| 1992  | 92黑玫瑰對黑玫瑰                       | 呂奇         | 邵美琪、毛舜筠、黃韻詩、馮寶寶                                                 |
| 1992  | 情人（法國電影）                       | 東尼         | 珍·玛奇                                                                        |
| 1992  | 阮玲玉                                 | 蔡楚生       | 張曼玉、劉嘉玲、秦漢、吳啟華                                                   |
| 1993  | 風塵三俠                               | 程仁         | 梁朝偉、鄭丹瑞、袁詠儀、朱茵、周慧敏                                           |
| 1993  | 千王情人 (又名：賊頭賊腦賊世界）       |              | 劉嘉玲                                                                         |
| 1993  | 人皮燈籠 (又名：新人皮燈籠）           | 唐輝         | 邱淑貞、張耀揚、黃光亮                                                         |
| 1993  | 射鵰英雄傳之東成西就                   | 段皇爺       | 張國榮、梁朝偉、張學友、林青霞、張曼玉、王祖賢、劉嘉玲、葉玉卿                 |
| 1993  | 水滸傳之英雄本色                       | 林冲         | 王祖賢、徐錦江、劉青雲、單立文                                                 |
| 1993  | 神經刀與飛天貓                         | 韓沖         | 林志穎、張敏、張學友、葉蘊儀、張曼玉、吳孟達                                   |
| 1993  | 黑豹天下                               | 孟波輝       | 鄧光榮、林青霞、任達華、吳家麗、陳明真、張衛健                                 |
| 1993  | 天台的月光                             |              |                                                                                |
| 1993  | 新難兄難弟                             | 楚帆         | 梁朝偉、劉嘉玲、袁詠儀、周文健、李子雄、吳啟華、李婉華、周文健、楚原           |
| 1993  | 追男仔                                 | 謝曬         | 林青霞、張曼玉、張學友、邱淑貞、林志穎、鄭伊健、吳耀漢、胡楓、吳君如           |
| 1993  | 至尊三十六計之偷天換日                 | 鍾楚雄       | 劉德華、關海山、廖啟智、鍾麗緹、李婉華、尹志強、黃光亮、李兆基、何家駒         |
| 1993  | 玫瑰玫瑰我愛你                         | 呂奇         | 鍾鎮濤、葉玉卿、劉嘉玲、任達華                                                 |
| 1994  | 大富之家                               | 任求貴       | 關德興、曹達華、李香琴、張國榮、劉青雲、袁詠儀、黃百鳴、馮寶寶、毛舜筠、鄭裕玲 |
| 1994  | 東邪西毒                               | 黃藥師       | 張國榮、梁朝偉、張學友、林青霞、張曼玉、劉嘉玲、楊采妮                         |
| 1994  | 神龍賭聖之旗開得勝                     | 許文龍       | 梁朝偉、鄭伊健、吳君如、曾志偉、陳加玲                                         |
| 1994  | 賭神2                                  | 蕭方方       | 周潤發、吳倩蓮、邱淑貞、徐錦江、吳興國、謝苗、羅家英、李兆基                   |
| 1994  | 新邊緣人                               | 奶黃輝       | 張學友、吳倩蓮、黎姿、張耀揚、陳國邦、成奎安                                   |
| 1994  | 錦繡前程                               | 阮世生       | 張國榮、關之琳                                                                 |
| 1994  | 姊妹情深                               | 阿佳         | 袁詠儀                                                                         |
| 1994  | 年年有今日                             | 有誠         | 袁詠儀                                                                         |
| 1994  | 情人的情人                             | 郭宇慶       | 劉雅麗、劉永                                                                   |
| 1995  | 人約黃昏                               |              |                                                                                |
| 1995  | 慈禧秘密生活                           | 奕訢         | 榮光、邱淑貞、周嘉玲、陳國邦、谷峰、劉洵、盧雄                                 |
| 1995  | 一千零一夜之夢中人                     | 張嘉成       |                                                                                |
| 1995  | 狂野生死戀                             |              |                                                                                |
| 1995  | 南京的基督 (又名：就在天旋地轉間）     | 岡川龍一郎   |                                                                                |
| 1997  | 歸航之衝上九重天 (又名：衝上九重天）   |              |                                                                                |
| 1997  | 黑金 (又名：情義之西西里島）           | 周朝先       | 劉德華、吳辰君、孫佳君                                                         |
| 1999  | 天上人間                               | （兼任監製） |                                                                                |
| 1999  | 目露凶光                               |              |                                                                                |

#### 2000年代
| 年 份 | 片 名                   | 角 色                   | 合 作                                                              |
| 2000  | 刮痧                    | 許大同                  | 蔣雯麗                                                             |
| 2000  | 江湖告急                | 任因九                  | 吳君如、張耀揚、李珊珊、陳輝虹、陳奕迅、曾志偉、黃秋生             |
| 2000  | 戀戰沖繩                | 羅宏達                  | 張國榮、谷德昭、王菲、黎姿、車婉婉、加藤雅也                       |
| 2000  | 周漁的火車              | 陳清                    | 鞏俐、孫紅雷                                                       |
| 2002  | 雙瞳                    | 黃火土                  | 劉若英、戴立忍、楊貴媚、林涵                                       |
| 2002  | 金雞                    | 陳教授                  | 吳君如、曾志偉、陳奕迅、胡軍、劉德華、黃日華、張堅庭               |
| 2003  | 大丈夫                  | 任因九(九叔) （客串）   | 曾志偉、杜汶澤、陳小春、吳君如、毛舜筠                             |
| 2003  | 絕種鐵金剛              | 詹二邦 （兼國語版配音） | 鍾欣桐、余安安、陳小春、杜汶澤、毛舜筠、徐錦江                     |
| 2003  | 金雞2                   |                         | 吳君如、張學友、鄭中基、杜汶澤、劉德華、黎明                       |
| 2003  | 戀上你的床              | 洪逸                    | 吳君如、鄭秀文、古天樂                                             |
| 2004  | 這個阿爸真爆炸          | 任慕英 （兼國語版配音） | 蔡卓妍、曾志偉、秦沛                                               |
| 2004  | A-1頭條                 | 曾達時                  | 李心洁、黄秋生                                                     |
| 2004  | 柔道龍虎榜              | 李阿岡                  | 郭富城、古天樂、應采兒                                             |
| 2004  | 餃子                    | 李世傑                  | 楊千嬅、白靈、楊愛瑾                                               |
| 2004  | 性感都市                | 任初九                  | 刘嘉玲、张柏芝                                                     |
| 2004  | 20 30 40                | 張世傑                  | 張艾嘉、劉若英、李心潔、楊淇、黃秋生、任賢齊                       |
| 2004  | 千機變II之花都大戰      | 黑木爺                  | 蔡卓妍、鍾欣桐、甄子丹、房祖名、陳柏霖、吳彥祖、陳冠希             |
| 2005  | 追蹤眼前人 （莫失莫忘） |                         |                                                                    |
| 2005  | 長恨歌                  | 程先生                  | 鄭秀文、胡軍、吳彥祖、黃覺                                         |
| 2005  | 太行山上                | 賀炳炎                  | 李幼斌、劉德凱                                                     |
| 2005  | 黑社會                  | 大D                     | 任達華、古天樂、王天林、林家棟、張兆輝、張家輝、林雪、邵美琪       |
| 2005  | 神話                    | William                 | 成龍、金喜善                                                       |
| 2006  | 我要成名                | （客串）                | 劉青雲、霍思燕、余安安、黎耀祥                                     |
| 2006  | 大丈夫2                 | 九叔 （聲演）           |                                                                    |
| 2007  | 跟蹤                    | 陳重山                  | 任達華、徐子珊、邵美琪、林雪                                       |
| 2007  | 心想事成                | 畢秀鋼                  | 鄭中基、方力申、谷德昭、毛舜筠、蘇玉華                             |
| 2007  | 蘋果                    | 林東                    | 范冰冰、佟大為、金燕玲                                             |
| 2007  | 戰·鼓                   | 阿關                    | 房祖名、李心潔、何超儀、張耀揚                                     |
| 2007  | 我的教師生涯            | 陳玉                    | 秦海璐、羅德元、金雅琴、黃小燕、何文超、鄭小島、郭曉冬             |
| 2008  | 深海尋人 （謎屍）       | 唐学之 （客串）         | 李心潔、梁洛施、郭曉冬、張震                                       |
| 2009  | 金錢帝國                | 徐樂功                  | 黃秋生、陳奕迅、方力申、王晶、徐子珊、林保怡                       |
| 2009  | 金山 (電影)             | 管公(Book Man)          |                                                                    |
| 2009  | 建國大業                | 代表                    | 唐國强、張國立、陳坤、許晴、徐帆                                   |
| 2009  | 十月圍城                | 陳少白                  | 甄子丹、謝霆鋒、黎明、王學圻、胡軍、曾志偉、任達華、范冰冰、李宇春 |

#### 2010年代
| 年 份 | 片 名                  | 角 色        | 合 作                                                                  |
| 2010  | 狄仁傑之通天帝國       | 沙陀         | 刘德華、劉嘉玲、李冰冰、鄧超                                           |
| 2010  | 李小龍                 | 李海泉       | 李治廷、鍾麗緹、謝婷婷                                                 |
| 2010  | 用心跳                 |              | 蔡鵬飛、司雯、馬臣搏、王勇翔、劉嘉玲                                   |
| 2011  | 我愛香港開心萬歲       | 吳順         | 曾志偉、吴君如、袁詠儀、李治廷                                         |
| 2011  | 建黨偉業               | 范源濂       | 劉燁、馮遠征、張嘉譯、陳坤                                             |
| 2011  | 奪命心跳               | 蔣牧         | 林熙蕾、黄维德、安雅                                                   |
| 2011  | 遍地狼煙               | 排长猛子     | 何潤東、宋佳、何晟銘                                                   |
| 2011  | 初吻 (Kiss, his first) |              | 陳沖、桂綸鎂                                                           |
| 2012  | 寒戰                   | 李文彬       | 郭富城、李治廷、彭于晏、楊采妮、林家棟、錢嘉樂                         |
| 2012  | 太極1从零开始          | 陳長興       | 袁曉超、Angelababy                                                     |
| 2012  | 太極2英雄崛起          | 陳長興       | 袁曉超、Angelababy                                                     |
| 2013  | 越來越好之村晚         | 周大廚       | 郭富城、王宝强、吴君如、佟大为、王珞丹                                 |
| 2013  | 瘋狂原始人             | 瓜哥         |                                                                        |
| 2013  | 迷離夜                 | 何可         | 任达华、元秋、邵美琪、骆应钧、林雪、陈慧琳                             |
| 2014  | 金雞SSS                | 陈教授       | 吴君如                                                                 |
| 2014  | 北京愛情故事           | 劉輝         | 刘嘉玲                                                                 |
| 2014  | 盜馬記                 | 九尾狐       | 郑伊健、陈慧琳                                                         |
| 2014  | 黃飛鴻之英雄有夢       | 黃麒英       | 彭于晏、井柏然、王珞丹、洪金宝                                         |
| 2014  | 智取威虎山3D           | 座山雕       | 张涵予、林更新、余男、佟丽娅                                           |
| 2014  | 王牌                   | 王峰         | 林志玲、钟欣潼、邬君梅                                                 |
| 2015  | 失孤                   | 福建高速交警 | 刘德华                                                                 |
| 2016  | 冰河追凶               | 周鹏         | 佟大为、周冬雨、邓家佳、魏晨                                           |
| 2016  | 寒戰II                 | 李文彬       | 郭富城、周润发、杨采妮、彭于晏、張國柱、文咏珊、李子雄、杨祐宁、黃德斌 |
| 2016  | 封神傳奇               | 紂王         | 李连杰、范冰冰、黄晓明、Angelababy、古天乐、文章、向佐                 |
| 2017  | 明月幾時有             | 老年鄭家彬   | 周迅、彭于晏、霍建华、叶德娴                                           |
| 2018  | 阿修羅                 |              | 吴磊、刘嘉玲、张艺上                                                   |
| 2019  | 追龍II：賊王           | 龍志強       | 古天樂、任達華、林家棟                                                 |
| 2019  | 五月天人生無限公司3D   | 清潔工       | 五月天                                                                 |
| 2019  | 深夜食堂               | 大叔         | 邓超、彭于晏                                                           |

#### 2020年代
| 年 份  | 片 名                | 角 色  | 合 作                                  |
| 2021   | 總是有愛在隔離       | 任因九 |                                        |
| 2021   | 金錢帝國：追虎擒龍   | 伍世豪 | 古天乐、吴镇宇                         |
| 2023   | 我愛你！             | 謝定山 | 倪大红、惠英紅、叶童                   |
| 2024   | 红毯先生             | 梁建輝 | 劉德華、單利文、林熙蕾                 |
| 2025   | 射雕英雄传：侠之大者 | 歐陽鋒 | 肖戰、庄达菲                           |
| 2025   | 捕风追影             | 傅隆生 | 成龍                                   |
| 2025   | 風林火山             | 狄文傑 | 金城武、刘青云、古天乐、高圆圆、任賢齊 |
| 待上映 | 西伯利亞風雲         | 林信诚 | 佘诗曼                                 |
| 待上映 | 福星旅行团           |        | 洪金寶                                 |
| 待上映 | 老江湖               |        | 谦                                     |
| 待上映 | 黑金對決             |        | 張涵予                                 |

### 電視作品

#### 電視劇（無綫電視）
| 年 份  | 劇 名                        | 角 色                                                                                                |
| 1978年 | 強人                         | 110集時裝劇集。角色：邀請香若楠跳舞的賓客（第9集，參加訓練班前龍套首作）                             |
| 1981年 | 過客                         | 25集民初劇集。角色：軍人                                                                             |
| 1981年 | 風雨晴                       | 20集時裝劇集。角色：醫生                                                                             |
| 1981年 | 千王群英會                   | 20集民初劇集。角色：阿龍手下。同劇演員：謝賢、周潤發、汪明荃、呂有慧、黃允財、劉兆銘、黃杏秀、劉德華 |
| 1981年 | 無雙譜                       | 20集古裝劇集。角色：馬賊                                                                             |
| 1981年 | 火鳳凰                       | 20集時裝劇集。角色：賓客                                                                             |
| 1992年 | 現代愛情戀曲之《真情換此生》 | 音樂單元劇。同劇演員：葉蒨文                                                                         |

#### 音樂特輯（演出）
- 《劉美君音樂特輯之四度誘惑》（1990年，電視廣播有限公司）
- 《古天樂音樂特輯之緣份咖啡室》（2003年，電視廣播有限公司）

#### 電視劇（麗的電視）
- 《禿鷹》（1982年）
- 《老婆愈老愈可愛》（1982年）

#### 電視劇（香港電台）
- 《香江歲月》（1984年-1985年）
- 《執法者》之《無頭公案》（1985年）
- 《小說家族》之《男燒衣》（1987年）
- 《小說家族》之《骾骨》
- 《廉政先鋒》之《引渡令》（1989年，第三輯）
- 《性本善》之《不再是秘密》（1991年）

#### 配音
- 《柴犬奇蹟物語》聲音演繹 石川优一

### 主持作品（無綫電視）
- 青少年暑期活動活力奔騰新一代2000（與鄭松泰、梁家榮、吳克儉、馬時亨、梁錦松、梁君彥、梁家傑及梁家輝等人合作）
- 資訊科技展新姿2000（與劉佩玥、湯洛雯、徐子淇、梁家榮、吳克儉、馬時亨、梁錦松、梁君彥、梁家傑和梁家輝合作）
- 香港工業獎之才來自有獎2001（與陳凱琳、蔡思貝、劉佩玥、湯洛雯、梁家榮、吳克儉、馬時亨、梁錦松、梁君彥、梁家傑及梁家輝合作）
- 活力迎東亞2009（與陳凱琳、蔡思貝、劉佩玥、湯洛雯、鄭松泰、徐子淇、梁家榮、吳克儉、馬時亨、梁錦松、梁君彥、梁家傑及梁家輝合作）
- 鑽禧繽紛賀國慶巡遊嘉年華2009（與陳凱琳、蔡思貝、劉佩玥、湯洛雯、鄭松泰、徐子淇、梁家榮、吳克儉、馬時亨、梁錦松、梁君彥、梁家傑及梁家輝合作）
- 澳門特別行政區政府國慶體藝匯演2009（與陳凱琳、蔡思貝、劉佩玥、湯洛雯、鄭松泰、徐子淇、梁家榮、吳克儉、馬時亨、梁錦松、梁君彥、梁家傑及梁家輝合作）

## 舞台劇
- 1987年：《鬼馬鴛鴦》（同劇演員：馮寶寶）
- 2000年-2001年：《煙雨紅船》（2000年11月23日-2001年2月4日，香港演藝學院同劇演員：陳寶珠、劉嘉玲，演出場數：64）
- 2005年：《新傾城之戀2005》 飾 范柳原（LOVE IN A FALLEN CITY，2005年8月20-9月13日，香港演藝學院戲劇院，同劇演員：蘇玉華、劉雅麗，演出場數：26，同年10月於上海話劇藝術中心重演）
- 2006年：《新傾城之戀 ─ 06傾情再遇》 飾 范柳原（2006年3月31-4月11日，香港演藝學院歌劇院同劇演員：蘇玉華、劉雅麗，演出場數：12，同年4月至5月於多倫多、紐約及北京巡迴演出）
- 2014年-2015年：《杜老誌》 飾 馬文成（TONNOCHY，2014年7月17（慈善首映，不設公開發售）、18-20、22至26日晚上8時正及26日下午3時正；2014年9月4-6、8-10、12-13、15至20日晚上8時正及9月7、14日下午3時正（重演）；2015年1月17、20-24、27-31、2月3日晚上8時正及1月18、25、2月1日下午3時正（第三度重演）。香港演藝學院歌劇院同劇演員：謝君豪、劉嘉玲，演出場數：41）[2]

## 監制
- 1999年：電影《天上人間》
- 2007年：電影《那個年代》

## 主題曲
- 1992年電影：《92黑玫瑰對黑玫瑰》插曲《舊歡如夢》（與黃韻詩主唱）

## 編劇
- 1991年：電影《棋王》

## 專輯
- 1996年 發行個人音樂專輯：《誘惑我一輩子》

1. 誘惑我一輩子
2. 自己走
3. 我的心裡只有你沒有她
4. 得來不易
5. 愛夜
6. 何必強求
7. 鍾情
8. 漫不經心
9. 寧願
10. Desires

## MV
| 年份   | 歌名     | 歌手           | 收錄專輯                       |
| ------ | -------- | -------------- | ------------------------------ |
| 1992年 | 討你歡心 | 黃鶯鶯         | 從心愛你                       |
| 1993年 | 愛似流星 | 楊紫瓊         | 滾石九大天王賀歲齊唱十二齣好戲 |
| 1999年 | 想逃     | 張艾嘉、梁家輝 | 最愛張艾嘉                     |
| 2016年 | 下個街角 | 蕭煌奇         | 神秘世界                       |
| 2016年 | 頑固     | 五月天         | 自傳                           |
| 2024年 | 另一端   | 李榮浩         | 另一端                         |

## 綜藝節目
1. 2019年，在《一路成年》擔任常駐嘉賓

## 書籍/專欄
- 《尋常筆墨》
- 《戲言雜記》
- 《我對你說》
- 《香港文匯報》副刊《輝筆而就》

## 獎項及提名
| 年份 | 頒獎典禮                   | 獎項           | 片名                 | 角色          | 結果 |
| ---- | -------------------------- | -------------- | -------------------- | ------------- | ---- |
| 1984 | 第3届香港電影金像獎        | 最佳男主角     | 《垂簾聽政》         | 咸豐皇帝      | 獲獎 |
| 1984 | 第3届香港電影金像獎        | 最佳新演員     | 《垂簾聽政》         | 咸豐皇帝      | 提名 |
| 1987 | 第6届香港電影金像獎        | 最佳男主角     | 《火龍》             | 溥儀          | 提名 |
| 1990 | 第27屆金馬獎               | 最佳男主角     | 《愛在別鄉的季節》   | 趙南生        | 獲獎 |
| 1991 | 第10屆香港電影金像獎       | 最佳男主角     | 《愛在別鄉的季節》   | 趙南生        | 提名 |
| 1993 | 第12届香港電影金像獎       | 最佳男主角     | 《92黑玫瑰對黑玫瑰》 | 呂奇          | 獲獎 |
| 1993 | 第12届香港電影金像獎       | 最佳男主角     | 《棋王》             | 王一生        | 提名 |
| 1993 | 第30屆金馬獎               | 最佳男主角     | 《天台的月光》       | 劉正文        | 提名 |
| 1995 | 第32屆金馬獎               | 最佳男主角     | 《人約黃昏》         | 記者          | 提名 |
| 1998 | 第17届香港電影金像獎       | 最佳男主角     | 《黑金》             | 周朝先        | 提名 |
| 2001 | 第7屆香港電影評論學會大獎  | 最佳男演員     | 《江湖告急》         | 任因久        | 提名 |
| 2001 | 第20届香港電影金像獎       | 最佳男主角     | 《江湖告急》         | 任因久        | 提名 |
| 2003 | 第22届香港電影金像獎       | 最佳男主角     | 《雙瞳》             | 黃火土        | 提名 |
| 2004 | 第9屆香港電影金紫荊獎      | 最佳男配角     | 《大丈夫》           | 任因九 (九叔) | 提名 |
| 2004 | 第23届香港電影金像獎       | 最佳男配角     | 《大丈夫》           | 任因九 (九叔) | 獲獎 |
| 2004 | 第4屆華語電影傳媒大獎      | 港台最佳男配角 | 《大丈夫》           | 任因九 (九叔) | 提名 |
| 2004 | 第41屆金馬獎               | 最佳男配角     | 《A-1頭條》          | 曾達時        | 提名 |
| 2005 | 第11屆香港電影評論學會大獎 | 最佳男演員     | 《A-1頭條》          | 曾達時        | 提名 |
| 2005 | 第11屆香港電影評論學會大獎 | 最佳男演員     | 《餃子》             | 李世傑        | 提名 |
| 2005 | 第10屆香港電影金紫荊獎     | 最佳男配角     | 《餃子》             | 李世傑        | 提名 |
| 2005 | 第24届香港電影金像獎       | 最佳男配角     | 《餃子》             | 李世傑        | 提名 |
| 2005 | 第42屆金馬獎               | 最佳男主角     | 《黑社會》           | 大D           | 提名 |
| 2006 | 第12屆香港電影評論學會大獎 | 最佳男演員     | 《黑社會》           | 大D           | 提名 |
| 2006 | 第12屆香港電影評論學會大獎 | 最佳男演員     | 《長恨歌》           | 程先生        | 獲獎 |
| 2006 | 第25届香港電影金像獎       | 最佳男主角     | 《黑社會》           | 大D           | 獲獎 |
| 2006 | 第25届香港電影金像獎       | 最佳男主角     | 《長恨歌》           | 程先生        | 提名 |
| 2006 | 第6届華語電影傳媒大奖      | 最佳男主角     | 《黑社會》           | 大D           | 獲獎 |
| 2006 | 第11屆香港電影金紫荊獎     | 最佳男主角     | 《黑社會》           | 大D           | 提名 |
| 2007 | 香港特區十周年電影選舉     | 最佳男主角     | 《黑社會》           | 大D           | 提名 |
| 2007 | 香港特區十周年電影選舉     | 最佳男主角     | 《長恨歌》           | 程先生        | 提名 |
| 2007 | 第12屆香港電影金紫荊獎     | 最佳男主角     | 《跟蹤》             | 陳重山        | 提名 |
| 2007 | 第44屆金馬獎               | 最佳男配角     | 《戰·鼓》            | 黑社會老大    | 獲獎 |
| 2008 | 第14届香港電影評論學會獎   | 最佳男演員     | 《跟蹤》             | 陳重山        | 獲獎 |
| 2010 | 第29届香港電影金像獎       | 最佳男配角     | 《十月圍城》         | 陳少白        | 提名 |
| 2011 | 第30届香港電影金像獎       | 最佳男主角     | 《李小龍》           | 李海泉        | 提名 |
| 2011 | 第30届香港電影金像獎       | 最佳男配角     | 《狄仁傑之通天帝國》 | 沙陀          | 提名 |
| 2013 | 第19屆香港電影評論學會大獎 | 最佳男演員     | 《寒戰》             | 李文彬        | 提名 |
| 2013 | 第7届亚洲电影大奬          | 最佳男主角     | 《寒戰》             | 李文彬        | 提名 |
| 2013 | 第32届香港電影金像獎       | 最佳男主角     | 《寒戰》             | 李文彬        | 獲獎 |
| 2013 | 第13屆華語電影傳媒大獎     | 最佳男主角     | 《寒戰》             | 李文彬        | 獲獎 |
| 2013 | 第50屆金馬獎               | 最佳男主角     | 《寒戰》             | 李文彬        | 提名 |
| 2015 | 第5屆北京國際電影節        | 最佳男配角     | 《智取威虎山3D》     | 崔三爺        | 獲獎 |
| 2016 | 第35屆香港電影金像獎       | 最佳男主角     | 《智取威虎山3D》     | 崔三爺        | 提名 |
| 2016 | 第53屆金馬獎               | 最佳男主角     | 《寒戰II》           | 李文彬        | 提名 |
| 2017 | 第36屆香港電影金像獎       | 最佳男主角     | 《寒戰II》           | 李文彬        | 提名 |
| 2017 | 第54屆金馬獎               | 最佳男配角     | 《明月幾時有》       | 老年鄭家彬    | 提名 |

### 其他獎項
- 1993年：藝術家年獎—最佳演員獎
- 2006年：舞台劇《新傾城之戀》獲第十六屆上海白玉蘭戲劇表演藝術獎主角獎（榜首）